# Saint-Pol-sur-Mer
Saint-Pol-sur-Mer – miejscowość i gmina we Francji, w regionie Hauts-de-France, w departamencie Nord.
Według danych na rok 1990 gminę zamieszkiwały 23 832 osoby, a gęstość zaludnienia wynosiła 4637 osób/km² (wśród 1549 gmin regionu Nord-Pas-de-Calais Saint-Pol-sur-Mer plasuje się na 24. miejscu pod względem liczby ludności, natomiast pod względem powierzchni na miejscu 667.).
Urodziła się tutaj Kristina Mladenovic, francuska tenisistka.